# МРО-А
МРО-А (рос. малогабаритный реактивный огнемет) — російський реактивний одноразовий гранатомет із термобаричним боєприпасом, калібр 72,5мм. МРО-А є подальшим розвитком вогнемету РПО-А «Джміль» (калібр 90 мм) та РШГ-2.
МРО створений наприкінці 90-х років у ФДУП ДНПП «Базальт» і прийнятий на озброєння в  загальновійськові частини Російської армії (раніше подібні зразки озброєння надходили тільки у підрозділи хімічних військ) в 2003 році. МРО-А здатен ефективно вражати не лише живу силу (особливо при влученні боєприпасу всередину приміщення), але і неброньовану та легкоброньовану техніку.

## Опис
Малогабаритний реактивний вогнемет МРО-А створений на основі реактивної штурмової гранати РШГ-2 і призначения для озброєння вогнеметних підрозділів хімічних військ як легша і менш потужна альтернатива вогнемета РПО-А «Джміль», тоді як РШГ-2, будучі за російською класифікацією «гранатою», поступає на озброєння звичних піхотних підрозділів російської армії.
Основною зовнішньою відмінністю МРО-А від РШГ-2 є прицільні пристосування — у РШГ-2 вони аналогічні прицілу протитанкової гранати РПГ-26, тоді як у МРО-А прицільні пристосування аналогічні тим, що встановлені на реактивний вогнемет РПО-А «Джміль». Окрім базового варіанту МРО-А з термобаричною БЧ також випускається та надходять на озброєння варіанти МРО-З з запалювальною БЧ і МРО-Д з димовою БЧ для миттєвої постановки димових завіс.
МРО-А стоїть на озброєнні російської армії з 2004 року.
Малогабаритний реактивний вогнемет МРО-А являє собою реактивний снаряд з термобаричною бойовою частиною калібром 72,5 мм (також має назву «боєприпас об'ємного вибуху») і пороховим реактивним двигуном, що повністю спрацьовує в стволі одноразового пускового пристрою.
Стабілізація гранати на траєкторії здійснюється за допомогою складаних стабілізаторів та наданого ними обертання навколо осі. Пусковий пристрій являє трубу-моноблок вироблений зі склопластику.
З торців пусковий пристрій закритий гумовими кришечками, що руйнуються при пострілі. Для приведення в бойове положення виймається запобіжна чека і запобіжний важіль, що перекриває спусковий гачок, приводиться в бойове положення, при цьому взводиться ударно-спусковий механізм, і можна здійснити запуск гранати натисканням на спусковий гачок.
За потреби перевести гранату в походне положення ударно-спусковий механізм знімається з бойового взводу при опусканні запобіжного важеля в горизонтальне положення і фіксації його чекою.
Прицільні пристосування у вигляді нерухомої мушки і складаного цілика з набором діоптрійних отворів для разних відстаней стрільби розташовані на лівому боці пускової труби, в нижній передній частині труби також розташована передня складана рукоятка для утримання вогнемета.
При пострілі позаду пускового пристрою утворюється небезпечна зона глибиною до 30 метрів і кутом 90 градусів.

## Варіанти
Малогабаритний реактивний вогнемет випускається в трьох варіантах:
| Варіант | Тип бойової частини                      | Маса активної речовини, кг | Призначення | Маркування                                               |
| ------- | ---------------------------------------- | -------------------------- | --- | -------------------------------------------------------- |
| МРО-А   | фугасна, термобаричної та осколкової дії | 1,0 кг                     | Ураження живої сили в будівлях та будовах оборонного та промислового призначення, виведення з ладу легкоброньованої та автомобільної техніки   | дві червоні риски з дульної сторони пускового контейнеру |
| МРО-Д   | димна, із білим фосфором                 | 1,3 кг                     | Осліплення вогневих точок, створення димових завіс та нестерпних умов перебування живої сили у приміщеннях                                     | одна червона риска                                       |
| МРО-З   | димно-запалювальна                       | 1,3 кг                     | Створення нестерпних умов для перебування живої сили, а також вогнищ полум'я в будівлях та будовах міського промислового і оборонного значення | одна жовта риска                                         |

## Бойове застосування

### Війна на сході України
1 червня 2014 року було опубліковане одне з перших підтверджень використання вогнеметів МРО проросійськими збройними угрупованнями від Майкла Смолвуда, з центру досліджень зброї ARES. Ці вогнемети були ідентифіковані у бойовиків під час першого бою за Донецький аеропорт 26 травня 2014 року. Особливістю МРО-А є те, що на відміну від РПО-А, він не перебуває на озброєнні українських силових підрозділів, до України офіційно не завозилась, та з Росії до сусідніх країн не експортувалась. Тому єдина можливість їхнього походження — безпосередньо зі складів Росії.
У листопаді 2014 року центр досліджень зброї ARES опублікував доповідь, у якій зазначено, що проросійські збройні угруповання використовують вогнемети МРО-А.
У вересні 2018 року фіксувалося фото учасниці окупаційних корпусів із вогнеметом. У вересні вона загинула на лінії зіткнення, і російські засоби масмедіа поширювали інформацію, що вона була санінструктором.

### Громадянська війна в Сирії
Антиурядові збройні загони виявили малогабаритні вогнемети МРО-А та вогнемети РПО-А на позиціях проурядових сил в селі Скайк, провінція Хама, в жовтні 2015 року.